# Robert Brooke-Popham

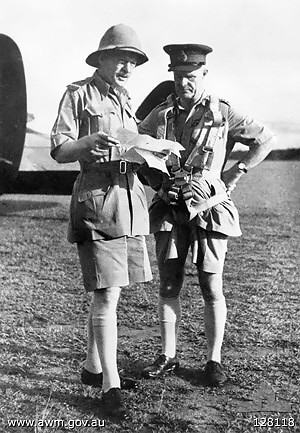
Luftmarschall Brooke-Popham (links) mit General Archibald Wavell, dem späteren Oberbefehlshaber des ABDACOM

Sir Henry Robert Moore Brooke-Popham, GCVO, KCB, CMG, DSO, AFC, (* 18. September 1878; † 20. Oktober 1953) war ein britischer Luftmarschall der Royal Air Force. Zu Beginn des Pazifikkriegs in Südostasien war er Oberbefehlshaber des britischen Fernost-Kommandos.

## Leben
Geboren als Henry Robert Moore Brooke fügte er 1904 den Namen Popham hinzu, den Nachnamen eines von ihm sehr geschätzten Vorfahren, der britischer Hoflieferant war. 
Nach seinen Abschlüssen am Haileybury and Imperial Service College und der Royal Military Academy Sandhurst nahm er 1898 seinen Dienst in der britischen Armee auf. Im Zweiten Burenkrieg diente er zwischen 1899 und 1900 im Oranje-Freistaat, Transvaal, der Oranjefluss-Kolonie und der Kapkolonie. Während der Manöver 1911 wurde Brooke-Popham einem Flugbataillon zugeteilt, und er beschloss den Pilotenschein zu machen. Im Juli desselben Jahres erwarb er die Fluglizenz Nr. 108 des Royal Flying Corps. In den Folgejahren wurde er der erste Kommandeur des Royal Air Force College und des Imperial Defence College. Zwischen 1933 und 1935 bekleidete er den Posten des Air Officer Commanding, Fighting Area und war damit für die gesamte Luftverteidigung des Vereinigten Königreichs zuständig. Noch vor der Einführung des Radars ließ Brooke-Popham eine Reihe von akustischen Horchstationen im gesamten Land aufstellen, die den Luftraum überwachten. Seine weiterreichenden Pläne, ein Kampfflugzeug mit geschlossenem Cockpit und acht Maschinengewehren auszustatten, stießen allerdings auf wenig Anerkennung. 1937 zog er sich auf eigenen Wunsch vom Militär zurück und war zwei Jahre lang Gouverneur von Kenia.
Ab November 1940 diente Brooke-Popham als Oberbefehlshaber des britischen Fernost-Kommandos. In dieser Funktion war er bestrebt, die Verteidigung der britischen Kolonien auf der malaiischen Halbinsel, Singapur und Nordborneo auszubauen. Allerdings waren die Entscheidungen zur Verteidigung Singapurs schon vor seiner Ernennung gefallen, so dass mit den wenigen zur Verfügung stehenden Mitteln die japanische Invasion ab Anfang Dezember 1941 nicht aufgehalten werden konnte. Ende Dezember wurde Luftmarschall Brooke-Popham von Generalleutnant Henry Pownall auf seinem Posten abgelöst.
Zwischen 1944 und 1946 war Brooke-Popham Präsident des britischen Marine-, Armee- und Luftwaffen-Instituts (Navy, Army and Air Force Institutes). Zusätzlich war er bis 1945 auch Generalinspekteur des Air Training Corps. 
Henry Robert Moore Brooke-Popham starb 1953.